# Adam Barwood
Adam Barwood, né le 30 juillet 1992 à Queenstown, est un skieur alpin néo-zélandais.

## Biographie
Il entame sa carrière officielle lors de la saison 2007-2008, avant de gagner sa première course FIS en 2010 et devenir champion de Nouvelle-Zélande en 2012.
Barwood connaît sa première expérience internationale majeure aux Championnats du monde 2013, à Schladming, où il skie le slalom géant et le slalom spécial, sans finir la moindre épreuve.
Il fait ses débuts en Coupe du monde au slalom de Schladming en 2014, puis décroche une sélection pour les Jeux olympiques à Sotchi, lors desquels, il prend la 44e place en slalom géant ainsi que la 25e place en slalom sur 45 arrivants. Il participe à la Coupe du monde régulièrement à partir de la saison 2015-2016, en slalom géant et slalom, mais n'a ni réussi à se qualifier en deuxième manche ni enregistré de placement en 24 courses.
En 2018, il prend part à ses deuxièmes jeux olympiques à Pyeongchang, se classant 43e du super G et 34e du slalom géant, alors qu'il abandonne en slalom.
Son meilleur résultat en championnat du monde date de 2017, à Saint-Moritz, où il prend la 31e au slalom géant.

## Palmarès

### Jeux olympiques
| Épreuve / Édition | Sotchi 2014 | Pyeongchang 2018 |
| Super G           |             | 43e              |
| Slalom            | 25e         | Abandon          |
| Slalom géant      | 44e         | 34e              |

### Championnats du monde
| Épreuve / Édition | Schladming 2013 | Beaver Creek 2015 | Saint-Moritz 2017 | Åre 2019 |
| Super G           | -               | 44e               | 44e               | -        |
| Slalom            | Abandon         | Abandon           | Abandon           | Abandon  |
| Slalom géant      | Abandon         | 39e               | 31e               | 36e      |

### Coupe nord-américaine
- 1 podium.